# دختری که ماه را نوشید
دختری که ماه را نوشید (انگلیسی: The Girl Who Drank The Moon) کتابی برای کودکان در سال ۲۰۱۶ نوشته کلی بارن است. این کتاب می‌گوید که چگونه لونا، پس از بزرگ شدن توسط جادوگری به نام زان، باید بفهمد که چگونه با قدرت‌های جادویی که به‌طور تصادفی به او داده شده‌است، رفتار کند. او باید قبل از اینکه خیلی دیر شود، قدرت‌های خود را کنترل کند. این کتاب برنده مدال نیوبری ۲۰۱۷ شد. اندکی قبل از انتشار، یک داستان کوتاه پیش‌درآمد از طریق انترتیمنت ویکلی به صورت آنلاین منتشر شد.

## داستان
مردم شهر پروتکتریت هر سال کوچک‌ترین نوزاد را در جنگل رها می‌کنند تا «هدیه ای» برای جادوگر بدی که از آن می‌ترسند. با این حال، جادوگر زان، که مردم شهر معتقدند منشأ همه بدی‌ها است، بچه‌های کوچک را می‌گیرد و به شهر دیگری می‌دهد، جایی که مردم این کودکان را مانند خودشان بزرگ می‌کنند. در حالی که زان همین کار را با یک دختر بچه دیگر انجام می‌دهد، به‌طور تصادفی به این موجود کوچک به جای نور ستاره ای که در واقع به آنها غذا می‌دهد، به مهتاب غذا می‌دهد. اکنون این نوزاد جادویی است و بنابراین برای افراد عادی خطرناک است. زان نام کودک را لونا می‌گذارد و تصمیم می‌گیرد او را با اژدهای کوچک فیریان و هیولای مرداب گلرک بزرگ کند. معلوم می‌شود که زان به‌طور مادرزادی جادوگر نیست، بلکه روزی او به عنوان یک یتیم توسط شعبده باز پیدا شد و با آنها بزرگ شد. آنها آزمایش‌هایی روی او انجام دادند و او را جادویی کردند. یکی از جادوگران، زوسیموس، کسی بود که بیش از همه از او مراقبت می‌کرد و پدر و مربی او شد. زان که مدتها برای پدر و مادرش اندوهگین شده بود، یادگرفت که غم خود را از جادوگری پنهان کند که غم و اندوه او و در نتیجه انرژی او را از او گرفته بود. زان زوسیموس تنها جادوگر آن زمان است که هنوز زنده است، همراه با گلرک، که به اندازه خود دنیا پیر است، و فیرین، که مادرش مرده‌است.
سال‌ها می‌گذرد و زان راهی برای مهر و موم کردن جادوی دردسرساز لونا پیدا می‌کند، اما با هزینه ای گزاف: لونا نمی‌تواند کلمه «جادو» را بشنود، هر زمان که آن را می‌شنود از هوش می‌رود، و جادوی مهر و موم شده اش، زمانی که در لونا منفجر می‌شود. تولد ۱۳ سالگی زان مال او خواهد بود و به این ترتیب جادوگر نیز بمیرد. در همین حال، پسری به نام آنتان از این واقعیت که شهرش همیشه نوزادان را قربانی جادوگر بد می‌کند، با تماشای ناامیدی مادر لونا که به دلیل از دست دادن دختر بچه اش دیوانه شده بود، به شدت ناراحت است. او یکی از اعضای شورای بزرگان هم هست، اما از آنجایی که بعد از این ضربه، دیگر هیچ وقت مراسم قربانی کردن نوزاد را انجام نمی‌دهد، این مقام را از دست می‌دهد. آنتین یک روز تصمیم می‌گیرد به دیدن زن دیوانه که اکنون در یک سلول حبس شده و همچنین جادویی است، برود. در این بازدید، پرندگان کاغذی جادویی او به آنتان حمله می‌کنند. او را زخمی کرد آنتان دوباره زخم عمیقی دارد. او شغلی را به عنوان نجار آغاز می‌کند و به زودی دوباره با دختری به نام اتین ملاقات می‌کند که همیشه علاقه عمیقی به او داشت. اتین تنها کسی است که به زخم‌هایش اهمیت نمی‌دهد و به زودی با هم ازدواج می‌کنند.
زان هر سال ضعیف تر و ضعیف تر می‌شود و سیزدهمین سالگرد تولد لونا نزدیک می‌شود. لونا می‌تواند با یک کلاغ ارتباط برقرار کند و گلرک، فیریان و مادر بزرگش زان را بسیار دوست دارد. لونا و زان هر چند وقت یک‌بار به شهر سفر می‌کنند تا به مردم نگاه کنند، اما یک بار هم به شهری که نوزادان در آن رها شده‌اند، سفر نمی‌کنند. یک بار، زمانی که زان نوزاد دیگری را نجات می‌دهد، آنتان، که صفوف را دنبال کرده‌است، او را می‌بیند، اما وقتی او به شورای بزرگتر در مورد جادوگر می‌گوید، آنها او را باور نمی‌کنند. ایگناتیا، رهبر خواهران، که اتین زمانی بخشی از آنها بود، در عین حال همیشه به زن دیوانه ای که غم و اندوه او را زنده نگه می‌دارد، یواشکی می‌رود. ایگناتیا در درون خود جادو دارد. آنتان و اتین صاحب فرزندی می‌شوند که قرار است قربانی شود، اما هر دو نمی‌توانند پسر بچه خود را از دست بدهند و به این ترتیب آنتان تصمیم می‌گیرد به جنگل برود و جادوگر را بکشد. ایگناتیا، پس از مکالمه با عموی آنتان، او را دنبال می‌کند تا آنتان را بکشد، به طوری که وقتی مردم شهر برمی گردند، نتواند چیزی به آن‌ها بگوید. شورای بزرگان به مردم غمگین و داغدار شهر نیاز دارند که سؤال نپرسند و سکوت کنند. زن دیوانه با تبدیل شدن به یک سوسک شاهد گفتگوی بین عضو شورا، گرلند و ایگناتیا است.
زان در راه به دست آوردن نوزاد رها شده که تبدیل به پرنده شده‌است، آنتان را ملاقات می‌کند که به‌طور تصادفی او را زخمی می‌کند و بنابراین مجبور می‌شود با او سفر کند. لونا که از طریق نامه ای راز مادربزرگش را در مهر و موم کردن جادویش کشف می‌کند، با کلاغش زان را تعقیب می‌کند. گلرک و فیریان نیز آنها را دنبال می‌کنند. فیرین، که همیشه برای اژدها خیلی کوچک بود، به‌طور غیرمنتظره ای شروع به رشد می‌کند. لونا با وجود داشتن نقشه در جنگل گم می‌شود. نقشه جنگل نقشه ای است که خودش نقاشی کرده‌است و جمله «او اینجاست، او اینجاست، او اینجاست» دارد، همان جمله ای که زن دیوانه همیشه زمزمه می‌کند. در حالی که آنتان و زان، ایگناتیا، لونا و کلاغش، و گلرک و فیریان و زن دیوانه، که از سلولش در روز خروج آنتین فرار کرده‌است، در جنگل هستند تا در نهایت ابر غم را ملاقات کنند شهر، بر ذهنیت مردم تأثیر می‌گذارد، شروع به محو شدن می‌کند، مردم را از غم و اندوهشان پاک می‌کند، آنها را وادار می‌کند که سؤال کنند و شروع به دیدن رویاهای فرزندان قربانی خود کنند که فکر می‌کردند مرده‌اند. اتین، که زمانی یکی از اعضای خواهران بود و از ایگناتیا متنفر بود، که به نوبه خود از او متنفر بود، با کمک خواهرانی که دوستان او هستند، شورشی را آغاز می‌کند. اعضای شورا با آن مخالفت می‌کنند و گرلند را می‌فرستند تا با اتین صحبت کند. با این حال، او را رد می‌کند. فرستادن گرلند برای صحبت با اتین. با این حال، او را رد می‌کند. فرستادن گرلند برای صحبت با اتین. با این حال، او را رد می‌کند.
در حالی که لونا به زودی با ایگناتیا ملاقات می‌کند و با کمک پرندگان کاغذی زن دیوانه که به نظر می‌رسد او را می‌شناسند، به سختی از پیرزن خطرناک فرار می‌کند، زان متوجه می‌شود که چرا مردم شهر کوچک‌ترین نوزادان خود را رها می‌کنند و احساس گناه می‌کنند. ناتوانی در دیدن ابر غم و زیر سؤال بردن بیشتر رها شدن نوزادان. زن دیوانه که پرندگان کاغذی اش او را به خانه گلرک، فیریان، زان و لونا برده‌اند، کفش‌های جادویی را کشف می‌کند که توانایی دویدن بسیار پهن و سریع را دارند. ایگناتیا به زودی با زن دیوانه نیز آشنا می‌شود و از آنجایی که کفش‌ها در واقع زمانی متعلق به ایگناتیا بودند، سعی می‌کند آنها را پس بگیرد. زن دیوانه فرار می‌کند و به زودی لونا آنتان و زان را ملاقات می‌کند. آنتان سعی می‌کند به او حمله کند، اما لونا می‌تواند او را متوقف کند، و در آن زمان است که او واقعاً جادویی بودن او را کشف می‌کند. زان به خود واقعی خود تبدیل می‌شود و زن دیوانه و همچنین ایگناتیا به زودی همه آنها را ملاقات می‌کنند. مشخص می‌شود که ایگناتیا برای زنده ماندن به غم و اندوه مردم نیاز دارد، بنابراین، هنگامی که آتشفشان فوران کرد، به جادوگران و جادوگران دیگر کمک نکرد و غم زان را خورد. او سپس تصمیم گرفت که رهبر غیررسمی شهر شود، جایی که قرن‌ها در آنجا باقی مانده‌است، و شایعات جادوگر بد را در جنگل پخش می‌کند، بنابراین در غم و اندوه مردم با از دست دادن کوچک‌ترین فرزندانشان زنده می‌ماند. در همین حال، گلرک به فیریان کوچولو می‌گوید که چرا او برای یک اژدها کوچک است و دلیل آن این است که در حالی که مادرش قرن‌ها پیش در فوران آتشفشان مرده بود، او خیلی به او نزدیک بود. فیریان از ایگناتیا، که اکنون بزرگتر شده‌است، و آنچه ایگناتیا قرن‌ها پیش انجام داده‌است، همان‌طور که گلرک به او می‌گوید، می‌فهمد. آنتان برای فهمیدن اینکه ایگناتیا عامل واقعی این همه رنج است، زخمی می‌شود و زن دیوانه از اتهامات زان به ایگناتیا حمایت می‌کند. مشخص شد که جادوگر زان غم خود را از ایگناتیا پنهان کرده بود. با این حال، خود ایگناتیا نیز از چیزی غمگین بود و این باعث شد که قلب او سخت‌تر شود، بنابراین برای زنده ماندن به غم دیگران نیاز داشت. فیریان با عصبانیت سعی می‌کند ایگناتیا را به خاطر مسئول مرگ مادرش بکشد، اما لونا، گلرک و زان مانع او می‌شوند. سپس، پس از گذشت این همه قرن، آتشفشان دوباره فوران می‌کند و نشان می‌دهد که جادوگران، جادوگران و اژدهاها آتشفشان را مهر و موم کردند، درست مانند زان که در تمام این سال‌ها پیش جادوی لونا را مهر و موم کرد. این بار، به جای مهر و موم کردن، اجازه دادند فوران کند و با ساختن حباب‌هایی که از شهر و مردم در برابر آسیب‌های زیاد محافظت می‌کند، از شهرها محافظت می‌کنند. بالاخره اگر این، گرلند در زندان به سر می‌برد، در حالی که ایگناتیا و زان در بیمارستان بستری هستند، زیرا هر دوی آنها در حال مرگ هستند. لونا از مردم شهر نام مادرش را می‌پرسد و نام زن دیوانه مشخص می‌شود که آدارا است. مشخص نیست که آیا زان در پایان مرده‌است یا خیر، زیرا گلرک، که همیشه زان را دوست داشت، که همیشه او را در عوض دوست داشت، با او به باتلاق سفر می‌کند. لونا و فیریان برای زان غصه می‌خورند و آنتین و اتین که لونا و آدارا را در کنارشان می‌مانند، از دیگر مردم شهر حمایت می‌کنند. لونا با فیریان به تمام شهرهای دیگر سفر می‌کند و داستان جادوگری را که بچه‌های رها شده را نجات می‌دهد و داستان مردم ستمدیده ای را برای آنها تعریف می‌کند که مجبور شده‌اند هرگز کارهای شورای بزرگان و ایگناتیا را زیر سؤال نبرند. داستان با کشف شعری از گلرک به پایان می‌رسد که لونا هنگام رفتن به باتلاق برای او سروده بود.

## بازخورد
این کتاب مورد نقد مثبت قرار گرفت. کامان سنز مدیا به آن ۵ ستاره و A+ برای ارزش آموزشی داده‌است، پیام مثبت و الگوهای نقش آن را «یک انتخاب عالی برای دوستداران فانتزی درجه متوسط» نامیده‌است. دیانا واگمن که برای نیویورک تایمز می‌نویسد، همچنین از این کتاب به دلیل توانایی آن در ارائه درس‌ها به شیوه ای جذاب تعریف می‌کند. این کتاب برنده مدال نیوبری در سال ۲۰۱۷ شد که باعث تعجب بارن هیل شد که فکر نمی‌کرد کسی از آن خوشش بیاید.